# Gorzyń (gromada)
Gorzyń – dawna gromada, czyli najmniejsza jednostka podziału terytorialnego Polskiej Rzeczypospolitej Ludowej w latach 1954–1972.
Gromady, z gromadzkimi radami narodowymi (GRN) jako organami władzy najniższego stopnia na wsi, funkcjonowały od reformy reorganizującej administrację wiejską przeprowadzonej jesienią 1954 do momentu ich zniesienia z dniem 1 stycznia 1973, tym samym wypierając organizację gminną w latach 1954–1972.
Gromadę Gorzyń z siedzibą GRN w Gorzyniu utworzono – jako jedną z 8759 gromad na obszarze Polski – w powiecie międzychodzkim w woj. poznańskim, na mocy uchwały nr 29/54 WRN w Poznaniu z dnia 5 października 1954. W skład jednostki weszły obszary dotychczasowych gromad Gorzycko, Gorzyń, Muchocin i Skrzydlewo (bez kilku parcel, włączonych do nowo utworzonej gromady Kamionna), ponadto miejscowość Wielowieś z dotychczasowej gromady Wielowieś oraz niektóre parcele z karty Nr 1 obrębu Kamionna z dotychczasowej gromady Kamionna ze zniesionej gminy Międzychód, wreszcie obszar dotychczasowej gromady Dormowo ze zniesionej gminy Łowyń – w tymże powiecie. Dla gromady ustalono 13 członków gromadzkiej rady narodowej.
Gromadę zniesiono 1 stycznia 1960, a jej obszar włączono do nowo utworzonej gromady Międzychód w tymże powiecie.